# Liste archäologischer Kulturen
Diese Liste archäologischer Kulturen ist eine alphabetische Auflistung. Eine geographische oder chronologische Sortierung findet sich hier.

## A
| Industrie/Kultur/Gruppe | Bemerkung                                                                   | Verbreitung                                                                                            | Zeitstellung                                                              |
| ----------------------- | --------------------------------------------------------------------------- | --- | ------------------------------------------------------------------------- |
| A-Gruppe                |                                                                             | - Afrika (Unternubien)                                                                                 | - ca. 3600–3000 v. Chr. - neolithisch                                     |
| Abaschewo-Kultur        |                                                                             | - Eurasien (Ural-Region)                                                                               | - ca. 1700–1600 v. Chr. - bronzezeitlich                                  |
| Abbevillien             | - älteste Faustkeil-Industrie in Europa - veraltet auch Chelléen            | - Europa                                                                                               | - ca. 600.000–400.000 BP - paläolithisch                                  |
| Abkan                   |                                                                             | - Afrika (Unternubien)                                                                                 | - ca. 5000–3500 v. Chr. - neolithisch                                     |
| Acheuléen               | - Faustkeil-Industrie                                                       | - Afrika/Europa/Asien                                                                                  | - ca. 1.500.000–150.000 BP - paläolithisch                                |
| Adena-Kultur            |                                                                             | - Nordamerika (Vereinigte Staaten)                                                                     | - ca. 1000 v. Chr.-200 n. Chr. - neolithisch                              |
| Adlerberg-Kultur        | - auch Adlerberg-Gruppe genannt                                             | - Europa (Süddeutschland)                                                                              | - ca. 2200–1600 v. Chr. - frühbronzezeitlich                              |
| Afanassjewo-Kultur      | - russisch: Афанасьевская культура - wissenschaftl. Umschrift: Afanas'ev(o) | - Asien (Altai-Region)                                                                                 | - ca. 3500–2500 v. Chr. - äneolithisch                                    |
| Ahar-Banas-Kultur       | - auch Ahar-Kultur oder Banas-Kultur genannt                                | - Asien (Indien (Rajasthan))                                                                           | - ca. 3000–1500 v. Chr. - äneolithisch                                    |
| Ahrensburger Kultur     | - Rentierjäger der ausgehenden Altsteinzeit                                 | - nördliches Mitteleuropa                                                                              | - ca. 10.760–9650 v. Chr. - jungpaläolithisch                             |
| Aichbühler Gruppe       | - auch Aichbühler Kultur genannt                                            | - Europa (Süddeutschland)                                                                              | - ca. 4200–4000 v. Chr. - mittel-/jungneolithisch                         |
| Alakul-Kultur           |                                                                             | |                                                                           |
| Aldy-Bel-Kultur         | - Viehzüchter und Reiternomaden                                             | - Asien (Altai-Region)                                                                                 | - ca. 900–700 v. Chr. - bronzezeitlich                                    |
| Aleutische Tradition    |                                                                             | |                                                                           |
| Alföld-Linearkeramik    | - auch östliche Linearbandkeramik genannt                                   | - Europa (Ungarn, Rumänien, Slowakei, Karpato-Ukraine)                                                 | - ca. 5500–4900 v. Chr. - früh-/mittelneolithisch                         |
| Almeríakultur           | - iberische Ackerbaukultur                                                  | - Europa (Südostspanien)                                                                               | - ca. 3000–... v. Chr. - spätneolithisch                                  |
| Altheimer Gruppe        | - auch Altheimer Kultur genannt                                             | - Europa (Niederbayern, südliche Oberpfalz)                                                            | - ca. 3800–3400/3300 v. Chr. - spätneolithisch                            |
| Altkordillerenkultur    |                                                                             | - Nordamerika (nordwestpazifisches Gebiet USA (Alaska, Washington, Oregon), Kanada (British Columbia)) | - ca. 9000–5000 v. Chr. - jungpaläolithisch                               |
| Amri-Kultur             |                                                                             | - Asien (Pakistan (Belutschistan))                                                                     | - ca. 4000–3000 v. Chr. - neolithisch/äneolithisch                        |
| Amudien                 | - Klingen-Industrie                                                         | - Asien (Naher Osten)                                                                                  | - ca. 130.000–... BP - mittelpaläolithisch                                |
| Ananino-Kultur          |                                                                             | - Europa (Wolga-Region, Unteres Kama-Gebiet)                                                           | - ca. 800–300 v. Chr. - eisenzeitlich                                     |
| Anasazi                 |                                                                             | - Nordamerika                                                                                          |                                                                           |
| Andronowo-Kultur        | - wissenschaftlich: Andronovo-Kultur                                        | - Asien (Südsibirien, Mittelasien)                                                                     | - ca. 2000–1200 v. Chr. - bronzezeitlich                                  |
| Apennin-Kultur          |                                                                             | - Europa (Italien)                                                                                     | - ca. 1800–1200 v. Chr. - frühe Bronzezeit                                |
| Arbon-Kultur            |                                                                             | - Europa (Nordschweiz, Baden-Württemberg, Bayern)                                                      | - ca. 1800–1600 v. Chr. - frühbronzezeitlich                              |
| Arras-Kultur            |                                                                             | - Europa (England)                                                                                     | - ca. 450 v. Chr. - eisenzeitlich                                         |
| Askola-Kultur           |                                                                             | - Europa (Finnland)                                                                                    | - um 7500 v. Chr. - mesolithisch                                          |
| Atbasar-Kultur          |                                                                             | - Asien (Nord-Kasachstan)                                                                              |                                                                           |
| Atérien                 |                                                                             | - Nordafrika (Algerien, Nord- und Mittel-Sahara)                                                       | - ca. 40.000–35.000/18.000/10.000 BP - jungpaläolithisch (Late Stone Age) |
| Asow-Dnepr-Kultur       |                                                                             | |                                                                           |
| Aunjetitzer Kultur      | - tschechisch: Únětická kultura                                             | - Europa (Mitteldeutschland, Böhmen, Mähren, Niederösterreich, Schlesien-Großpolen)                    | - ca. 2300–1600/1500 v. Chr. - frühbronzezeitlich                         |
| Ausonische Kultur       | - auch Ausonikum                                                            | - Europa (Liparische Inseln, nordöstliches Sizilien)                                                   | - ca. 1250 – 9. Jahrhundert v. Chr. - spätbronze- und früheisenzeitlich   |
| Aurignacien             | - älteste archäologische Kultur des Jungpaläolithikums in Europa            | - Europa                                                                                               | - ca. 40.000/37.000–28.000 BP - jungpaläolithisch                         |
| Azilien                 | - auch Federmesser-Gruppen genannt                                          | - Europa                                                                                               | - ca. 12.300–9600 v. Chr. - spätpaläolithisch/epipaläolithisch            |
| Azteken                 |                                                                             | - Mittelamerika (Mexiko)                                                                               | - ca. 1300–1600 n. Chr.                                                   |

## B
| Industrie/Kultur/Gruppe         | Bemerkung | Verbreitung | Zeitstellung                                                                                            |
| ------------------------------- | --- | --- | --- |
| Ba-Shu-Kultur                   | - chin. 巴蜀文化 Bā-Shǔ Wénhuà | - Asien (China) | - bronzezeitlich                                                                                        |
| Baalberger Kultur               | - auch Baalberge Kultur genannt - wird als älteste Gruppe der Trichterbecherkulturen angesehen | - Europa (Mitteldeutschland) | - ca. 3800–3350 v. Chr. - jungneolithisch                                                               |
| Bacson-Kultur                   | | - Asien (Vietnam) | - ca. 10.000–8000 v. Chr. - neolithisch                                                                 |
| Badari-Kultur                   | | - Afrika (Oberägypten) | - ca. 4500–4000 v. Chr. - neolithisch                                                                   |
| Badegoulien                     | | - Europa (Südwestfrankreich, Kantabrien) | - ca. 19.000–17.000 BP - jungpaläolithisch                                                              |
| Badener Kultur                  | - ältere Namen waren Kultur mit kannelierter Keramik, Bandhenkelkultur und Ossarner Kultur; in Ungarn Péceler Kultur oder Baden-Pécel; in Polen auch Promienista-Kultur genannt                                               | - Europa (Kerngebiet: Ostösterreich, Ungarn; weitere Fundplätze in Polen, Serbien, der Slowakei, Tschechien, der Schweiz und Deutschland)                                              | - ca. 3500–2800 v. Chr. - äneolithisch                                                                  |
| Baitowo-Kultur                  | | - Eurasien (Ural-Region) | - ab ca. 900 v. Chr. - früheisenzeitlich                                                                |
| Balaton-Kultur                  | | | |
| Bandkeramische Kultur           | - älteste bäuerliche Kultur der Jungsteinzeit in Mitteleuropa - größte Flächenkultur der Jungsteinzeit - auch Linearbandkeramische Kultur; Fachkürzel LBK - im Südosten Europas auch Vornotenkopfkeramik und Notenkopfkeramik | - Mitteleuropa (Westungarn (Transdanubien), Rumänien, Ukraine, Österreich, Südwestslowakei, Mähren, Böhmen, Polen, Deutschland und Frankreich (Pariser Becken, Elsass und Lothringen)) | - ca. 5600/5500–4900 v. Chr. - frühneolithisch                                                          |
| Banshan-Machang-Kultur          | - chin. 半山-马厂文化 Bànshān-Mǎchǎng wénhuà | - Asien (Nordwestchina) | - ca. 2500–2000 v. Chr. - spätneolithisch                                                               |
| Baodun-Kultur                   | - chin. 寶墩文化 / 宝墩文化 Bǎodūn wénhuà | - Asien (China) | - ca. 2500–1700 v. Chr. - spätneolithisch                                                               |
| Bara-Kultur                     | - im östlichen Bereich der Indus-Kultur verbreitet | - Asien (Indien) | - um 2000 v. Chr.                                                                                       |
| Baradostien                     | | - Asien (Iran, Irak (Zagros-Region)) | - ca. 36.000– - jungpaläolithisch                                                                       |
| Basketmaker                     | | - Nordamerika (Vereinigte Staaten) | - ca. 400 v. Chr.-700 n. Chr. - neolithisch                                                             |
| Begasy-Dandybai-Kultur          | | - Asien (Kasachstan) | - um 1300 v. Chr. - spätbronzezeitlich                                                                  |
| Beixin-Kultur                   | - chin. 北辛文化 Beixin wenhua | - Asien (China) | - ca. 5400–4400 v. Chr. - neolithisch                                                                   |
| Beiyinyangying-Kultur           | - chin. 北阴阳营文化 Beiyinyangying wenhua | - Asien (China) | - ca. 4000–3000 v. Chr. - neolithisch                                                                   |
| Beuronien                       | | - Europa | - ca. 9600–7000 v. Chr. - mesolithisch                                                                  |
| Billendorfer Kultur             | | - östliches Mitteleuropa | - ca. 700–500 v. Chr. - früheisenzeitlich                                                               |
| Birnirk-Kultur                  | | | |
| Bisamberg-Oberpullendorf-Gruppe | | | |
| Bischheimer Kultur              | - 1938 von dem Prähistoriker Armin Stroh als Bischheimer Gruppe innerhalb der späten Rössener Kultur beschrieben | - Mitteleuropa | - ca. 4400–4200 v. Chr. - mittel-/jungneolithisch                                                       |
| Blattspitzen-Gruppe             | - Übergangsindustrie - dazu gehört auch die bayerische Altmühlgruppe - in Tschechien und Ungarn als Szeletien bezeichnet | - Mitteleuropa | - ca. 50.000–35.000 v. Chr. - mittel-/jungpaläolithisch                                                 |
| Bodrogkeresztur-Kultur          | | | |
| Bogaczewo-Kultur                | | - Europa (Polen) | - ca. 450–250 v. Chr. - eisenzeitlich                                                                   |
| Bohunicien                      | - Übergangsindustrie - etwa zeitgleich mit dem westeuropäischen Châtelperronien und Aurignacien | - östliches Mitteleuropa | - ca. 43.000–35.000 v. Chr. - mittel-/jungpaläolithisch                                                 |
| Boian-Kultur                    | - Hängt mit den Donau-Kulturen zusammen | - Südost-Europa (Balkan-Region) | - ca. 4300–3500 v. Chr.                                                                                 |
| Bonnanaro-Kultur                | | - Europa (Sardinien) | - ca. 2200–1600 v. Chr. - kupfer-/frühbronzezeitlich                                                    |
| Bono-Ighinu-Kultur              | | - Europa (Sardinien) | - ca. 4700–4000 v. Chr. - neolithisch                                                                   |
| Bootaxtkultur                   | - schwed. Båtyxekultur, dän. bådøksekultur - im Baltikum Haffküsten-Kultur genannt - entsteht in der Trichterbecherkultur, wird daher auch als Nord-Gruppe bezeichnet                                                         | - Europa (Skandinavien, Finnland, Baltikum) | - ca. 4200–2000 v. Chr. - ab ca. 3200 v. Chr. auch als Scandinavian culture bezeichnet - endneolithisch |
| Botai-Kultur                    | | - Asien (Nordkasachstan) | - um 4000 v. Chr. - äneolithisch                                                                        |
| Bromme-Kultur                   | - auch Lyngby-Kultur genannt | - Europa (Dänemark) | - ca. 11.400–10.500 v. Chr. - spätpaläolithisch                                                         |
| Bug-Dnister-Kultur              | - eigenständige Entwicklung aus der dortigen mesolithischen Tradition heraus | - Europa (Moldawien, Ukraine) | - ca. 6500–5000 v. Chr. - neolithisch                                                                   |
| Buni-Kultur                     | | - Asien (Java) | - um 1000 n. Chr. - eisenzeitlich                                                                       |
| Butmir-Kultur                   | - Ähnlichkeiten mit Minoischer Keramik | - Europa (Bosnien und Herzegowina) | - ca. 2600–2400 v. Chr. - neolithisch                                                                   |
| Bükker Kultur                   | - auch Bükk-Kultur genannt - enge Beziehungen zur Linienbandkeramik, oft als späte Entwicklungsstufe der Alföld-Linearkeramik angesehen                                                                                       | - Europa (Ostslowakei, Ungarn) | - um 5000 v. Chr. - neolithisch                                                                         |

## C
| Industrie/Kultur/Gruppe           | Bemerkung | Verbreitung                                                                                               | Zeitstellung                                                        |
| --------------------------------- | --- | --- | ------------------------------------------------------------------- |
| C-Gruppe                          | - Übergang von halbnomadischer Lebensweise zu voller Sesshaftigkeit - Ackerbau, Viehzucht, Jagd und Fischfang                                              | - Afrika (Unternubien)                                                                                    | - ca. 2200–1500 v. Chr. - bronzezeitlich                            |
| Calima-Kultur                     | | - Südamerika (Kolumbien)                                                                                  | - ca. 1600 v. Chr.-1700 n. Chr.                                     |
| Caloosahatchee-Kultur             | | - Nordamerika (Vereinigte Staaten)                                                                        | - ca. 500–1750 n. Chr.                                              |
| Campignien                        | - in den nördlichen Randgebieten der La-Hoguette-Gruppe und der bandkeramischen Kultur - Feuersteinbeile sind denen der Maglemose-Kultur verwandt          | - Europa (West-, Mittel-, Osteuropa)                                                                      | - um 4000 v. Chr. - mesolithisch                                    |
| Capo-Graziano-Kultur              | | - Europa (Liparische Inseln)                                                                              | - ca. 2200–1430 v. Chr. - bronzezeitlich                            |
| Capsien                           | - figürliche Darstellungen | - Nordafrika (Algerien, Tunesien)                                                                         | - ca. 9000–3000 v. Chr. - epipaläolithisch/mesolithisch/neolithisch |
| Capulíkultur                      | - hochwertige Keramik, Goldschmiedearbeiten | - Ecuador, Kolumbien                                                                                      | - 800 bis 1500 n. Chr.                                              |
| Cardial- oder Impressokultur      | - nach der mit Cardialmuscheln verzierten Keramik benannt                                                                                                  | - Europa, Nordafrika (Adriaküste und westliches Mittelmeer; sowie Korsika, Sardinien, Sizilien und Malta) | - um 7000 v. Chr. - neolithisch                                     |
| Castelluccio-Kultur               | | - Europa (Sizilien)                                                                                       | - ca. 2200–1450 v. Chr. - bronzezeitlich                            |
| Castrokultur                      | - befestigte Höhensiedlungen | - Europa (nordwestliche Iberische Halbinsel)                                                              | - ca. 1000 v. Chr.-400 n. Chr. - spätbronze-/eisenzeitlich          |
| Cemetery-H-Kultur                 | - Teil der Indus-Kultur | - Asien (Indien)                                                                                          | - 1900–1300 v. Chr. - bronzezeitlich                                |
| Cernavodă-Kultur                  | - könnte zum Balkan-Danubischen-Komplex gehören - befestigte Höhensiedlungen - Keramik verweist in die südrussische Steppe                                 | - Osteuropa (rumänische Schwarzmeerküste)                                                                 | - ca. 4000–3200 v. Chr. - äneolithisch                              |
| Cerny-Kultur                      | | - Europa (Frankreich)                                                                                     | - ca. 4500–4000 v. Chr. - neolithisch                               |
| Chachapoya                        | | - Südamerika (Peru, Ecuador)                                                                              |                                                                     |
| Chamer Kultur                     | - etwa zeitgleich mit spätneolithischen Kulturen (Walternienburg-Bernburger Kultur, Horgener Kultur, Kugelamphoren-Kultur) - Siedlungen und Erdwerke       | - Europa (Süddeutschland)                                                                                 | - ca. 3500–2700 v. Chr. - endneolithisch                            |
| Chancay-Kultur                    | | - Südamerika (Peru)                                                                                       | - ca. 1300–1450 n. Chr.                                             |
| Chaodaogou-Kultur                 | | |                                                                     |
| Chassey-Lagozza-Cortaillod-Kultur | | - Westeuropa (Frankreich, Oberitalien, Westschweiz)                                                       | - ca. 4600–2400 v. Chr. - jungneolithisch                           |
| Châtelperronien                   | - im westeuropäischen Verbreitungsgebiet die letzte Kultur, die mit dem Neandertaler in Verbindung steht - Neuentwicklung der Châtelperron-Spitzen         | - Westeuropa (Südwestfrankreich, Nordspanien)                                                             | - ca. 38.000–33.000 BP - mittel-/jungpaläolithisch                  |
| Chavín-Kultur                     | - ältesten Steinbauwerke in Peru | - Südamerika (Lima, Peru)                                                                                 | - ca. 850–200 v. Chr.                                               |
| Chengbeixi-Kultur                 | | - Asien (China)                                                                                           | - ca. 5800–4700 v. Chr. - neolithisch                               |
| Chimú-Kultur                      | | - Südamerika (Peru)                                                                                       | - ca. 1250–1470 n. Chr.                                             |
| Chinchorro-Kultur                 | | - Südamerika - (Peru, Chile)                                                                              |                                                                     |
| Chlopice-Vesele-Gruppe            | | |                                                                     |
| Chorrera-Kultur                   | | - Südamerika (Ecuador)                                                                                    | - ca. 1300–300 v. Chr.                                              |
| Chupícuaro-Kultur                 | | - Mittelamerika (Mexiko)                                                                                  | - ca. 600 v. Chr.-250 n. Chr.                                       |
| Chwalynsk-Kultur                  | | - Europa (Russland)                                                                                       | - ca. 5000–4500 v. Chr. - äneolithisch                              |
| Ciboney-Kultur                    | | - Mittelamerika (Kuba, Hispaniola)                                                                        |                                                                     |
| Cishan-Kultur                     | - der Peiligang-Kultur ähnlich | - Asien (Nordchina)                                                                                       | - ca. 5400–5100 v. Chr. - neolithisch                               |
| Clactonien                        | - „Silexindustrie“ | - Europa (England, Mitteldeutschland)                                                                     | - ca. 340.000–325.000 BP - paläolithisch                            |
| Clovis-Kultur                     | | - Nordamerika                                                                                             |                                                                     |
| Cochise-Kultur                    | | - Nordamerika                                                                                             |                                                                     |
| Cortaillod-Kultur                 | - Teil der Chassey-Lagozza-Cortaillod-Kultur | - Europa (Schweiz)                                                                                        | - ca. 4300–3300 v. Chr. - neolithisch                               |
| Coțofeni-Kultur                   | | |                                                                     |
| Creswellien                       | - dem Magdalénien verwandt; Ähnlichkeiten zur Hamburger Kultur und Verbindungen zur Tjonger-Gruppe - besitzt Höhlenkunst                                   | - Europa (Südengland, Wales)                                                                              | - ca. 12.500–8000 v. Chr. - endpaläolithisch                        |
| Csőszhalom-Gruppe                 | | |                                                                     |
| Cucuteni-Tripolje-Kultur          | - Cucuteni-Kultur (rumänischer Teil), Trypillja-Kultur (ukrainischer Teil) - gehört zu den südosteuropäischen Nachfolgekulturen der Bandkeramischen Kultur | - Europa (Bessarabien, Rumänien, Moldawien)                                                               | - ca. 4800–3200 v. Chr. - neolithisch                               |
| Cupisnique-Kultur                 | | - Südamerika (Peru)                                                                                       | - ca. 1500–1000 v. Chr.                                             |

## D
| Industrie/Kultur/Gruppe | Bemerkung | Verbreitung                                      | Zeitstellung                                                 |
| ----------------------- | --- | ------------------------------------------------ | ------------------------------------------------------------ |
| Da-But-Kultur           | | - Asien (Vietnam)                                | - ca. 4500–1700 v. Chr. - neolithisch                        |
| Dadiwan-Kultur          | - früheste bekannte neolithische Kultur der Zentral-Shaanxi-Ebene | - Asien (China)                                  | - ca. 5800–3000 v. Chr. - neolithisch                        |
| Dalton-Kultur           | |                                                  |                                                              |
| Danilo-Kultur           | | - Europa (Kroatien)                              | - ca. 5500–4000 v. Chr.                                      |
| Dawenkou-Kultur         | | - Asien (China)                                  | - ca. 4100–2600 v. Chr. - neolithisch                        |
| Daxi-Kultur             | | - Asien (China)                                  | - ca. 4400–3300 v. Chr. - neolithisch                        |
| Dębczyno-Gruppe         | - auch Denziner Gruppe oder Westpommersche Gruppe | - Europa (Deutschland (West- und Mittelpommern)) | - 300–600 n. Chr. - kaiserzeitlich, völkerwanderungszeitlich |
| Denali-Complex          | |                                                  |                                                              |
| Deverel-Rimbury-Kultur  | |                                                  |                                                              |
| Dian-Kultur             | |                                                  |                                                              |
| Dianakultur             | |                                                  |                                                              |
| Dieu-Kultur             | |                                                  |                                                              |
| Dimini-Kultur           | - neolithische Siedlung mit mehreren Ringmauern | - Europa (Griechenland)                          | - ca. 4300–3300 v. Chr. - spätneolithisch                    |
| Dingsishan-Kultur       | | - Asien (China)                                  | - jungpaläolithisch/mesolithisch                             |
| Dnepr-Don-Kultur        | - eine Jäger- und Sammler-Kultur, die sich früh zu einer Landwirtschaft treibenden Kultur wandelte - Parallelen zur zeitgleichen Samara-Kultur - Bestattungen mit Ockerstreuungen | - Europa (Russland)                              | - ca. 5000–4000 v. Chr. - neolithisch                        |
| Dnepr-Dwina-Kultur      | | - Osteuropa (Russland, Belarus)                  | - 800–300 v. Chr. - eisenzeitlich                            |
| Dollkeim-Kultur         | - auch Samländisch-natangische Kultur | - Europa (Polen, Kaliningrader Gebiet (Samland)) | - 1–900 n. Chr. - eisenzeitlich                              |
| Donggutuo-Kultur        | | - Asien (China)                                  | - paläolithisch                                              |
| Dong-Son-Kultur         | - typisch sind Bronzetrommeln | - Asien (Vietnam)                                | - ca. 2000 v. Chr.-200 n. Chr. - bronze-/eisenzeitlich       |
| Dorset-Kultur           | - siehe Inuit-Kultur |                                                  |                                                              |
| Dudeşti-Kultur          | | - Europa (Rumänien)                              | - um 6000 v. Chr. - neolithisch                              |
| Duvensee-Gruppe         | - die ältesten bisher in Deutschland gefundenen Bögen | - Europa (Norddeutschland)                       | - ca. 7000–6000 v. Chr. - mesolithisch                       |
| Dyakovskaya-Kultur      | |                                                  |                                                              |

## E
| Industrie/Kultur/Gruppe | Bemerkung                                     | Verbreitung                                                                   | Zeitstellung                                      |
| ----------------------- | --------------------------------------------- | ----------------------------------------------------------------------------- | ------------------------------------------------- |
| Egolzwiler Kultur       |                                               | - Europa (Zentralschweiz)                                                     | - ca. 4300–4000 v. Chr. - neolithisch             |
| Einzelgrabkultur        |                                               | - Europa (Polen, Baltikum, Südskandinavien, Norddeutschland)                  | - ca. 2800–2300 v. Chr. - endneolithisch          |
| El-Argar-Kultur         |                                               | - Europa (Südostspanien)                                                      | - ca. 1800–1300 v. Chr. - bronzezeitlich          |
| Elb-Havel-Gruppe        |                                               | - Europa (Deutschland)                                                        | - ca. 1300–750 v. Chr.                            |
| Elp-Kultur              |                                               | - nordwestliches Mitteleuropa                                                 | - ca. 1100–850 v. Chr. - bronzezeitlich           |
| Eqeš                    |                                               |                                                                               |                                                   |
| Erligang-Kultur         |                                               | - Asien (China)                                                               | - ca. 1600–1400 v. Chr. - bronzezeitlich          |
| Erlitou-Kultur          |                                               | - Asien (China)                                                               | - ca. 2000–1500 v. Chr. - frühbronzezeitlich      |
| Ertebølle-Kultur        |                                               | - Europa (Dänemark, Norddeutschland)                                          | - ca. 5100–4100 v. Chr. - spätmesolithisch        |
| Esero-Kultur            |                                               | - Europa (östlicher Balkan)                                                   | - ca. 3300–2700/2500 v. Chr. - frühbronzezeitlich |
| Eskimo-Kultur           |                                               | - Arktis, Nordamerika, Asien (Zentral- und Nordostkanada, Grönland, Sibirien) | - ca. 3000 v. Chr.-1300 n. Chr.                   |
| Este-Kultur             |                                               | - Europa (Norditalien)                                                        | - ca. 1000–... v. Chr. - eisenzeitlich            |
| Esztár-Kultur           |                                               |                                                                               |                                                   |
| Etrusker                |                                               | - Europa (Italien)                                                            | - ca. 800–100 v. Chr. - eisenzeitlich             |
| Ewart-Park-Phase        | - eine Phase der britischen späten Bronzezeit | - Europa (England)                                                            | - 800–700 v. Chr. - bronzezeitlich                |

## F
| Industrie/Kultur/Gruppe   | Bemerkung                      | Verbreitung                                     | Zeitstellung                                    |
| ------------------------- | ------------------------------ | ----------------------------------------------- | ----------------------------------------------- |
| Fatjanowo-Kultur          |                                | - Europa (Russland)                             | - um 2500 v. Chr. - endneolithisch              |
| Fauresmith-Industrie      | - Untergruppe des Acheuléen    | - Afrika (Südafrika)                            | - ca. 420.000–? BP - altpaläolithisch           |
| Fayum-A-Kultur            |                                | - Afrika (Ägypten)                              | - ca. 4500–3500 v. Chr. - neolithisch           |
| Fayum-B-Kultur            | - auch als Qarunien bezeichnet | - Afrika (Ägypten)                              | - ca. 6000–5000 v. Chr. - epipaläolithisch      |
| Federmesser-Gruppen       | - auch als Azilien bezeichnet  | - Europa                                        | - ca. 12.000–10.800 v. Chr. - spätpaläolithisch |
| Feldberger Gruppe         |                                | - Europa (Deutschland (Mecklenburg-Vorpommern)) | - 700–900 n. Chr. - frühslawisch                |
| Fengchengdui-Kultur       |                                |                                                 |                                                 |
| Fikirtepe-Kultur          |                                | - Europa, Asien (Türkei)                        | - ca. 6500–6000 v. Chr. - neolithisch           |
| Folsom-Kultur             |                                | - Nordamerika (Vereinigte Staaten, Mexiko)      | - ca. 10.800-10.150 BP - steinzeitlich          |
| Fremdgruppenzeit          |                                |                                                 |                                                 |
| Fremont-Kultur            |                                | - Nordamerika (Vereinigte Staaten)              | - ca. 400–1400 n. Chr.                          |
| Fritzens-Sanzeno-Kultur   |                                | - Europa (Alpen-Region)                         | - ca. 520–... v. Chr. - eisenzeitlich           |
| Frühe Paläo-Eskimo-Kultur |                                |                                                 |                                                 |
| Frühhelladikum            |                                | - Europa (Griechenland)                         | - ca. 3000–2000 v. Chr. - frühbronzezeitlich    |
| Fulin-Kultur              |                                | - Asien (China)                                 | - paläolithisch                                 |

## G
| Industrie/Kultur/Gruppe                  | Bemerkung | Verbreitung                                                                   | Zeitstellung                                   |
| ---------------------------------------- | --------- | ----------------------------------------------------------------------------- | ---------------------------------------------- |
| Gajiganna-Kultur                         |           | - Afrika (Nigeria, südliche Sahara-Region)                                    | - ca. 1800–400 v. Chr. - neolithisch           |
| Gandhara-Grabkultur                      |           | - Asien (Pakistan, Afghanistan)                                               | - ca. 1600–500 v. Chr. - bronze-/eisenzeitlich |
| Gaterslebener Kultur                     |           | - Europa (Mitteldeutschland (Harz-Region))                                    | - ca. 4300–3900 v. Chr. - neolithisch          |
| Gaudo-Kultur                             |           | - Europa (Süditalien)                                                         | - ca. 3150–2300 v. Chr. - äneolithisch         |
| Gezidong-Kultur                          |           | - Asien (China)                                                               | - paläolithisch                                |
| Ghassulien-Kultur                        |           | - Asien (Levante)                                                             | - um 4000 v. Chr. - äneolithisch               |
| Glades-Kultur                            |           |                                                                               |                                                |
| Glaskowo-Kultur                          |           | - Asien (Transbaikalien, nördliche Mongolei)                                  | - ca. 3200–2400 v. Chr. - äneolithisch         |
| Glockenbecherkultur                      |           | - Europa                                                                      | - ca. 2600–2200/1800 v. Chr. - endneolithisch  |
| Glockengräberkultur                      |           |                                                                               |                                                |
| Golasecca-Kultur                         |           | - Europa (Norditalien, Schweiz)                                               | - ca. 1300–800 v. Chr. - bronze-/eisenzeitlich |
| Goldberg-III-Gruppe                      |           | - Europa (Süddeutschland)                                                     | - ca. 2900–2500 v. Chr. - neolithisch          |
| Go-Mun-Kultur                            |           | - Asien (Vietnam)                                                             | - ca. 1000–700 v. Chr. - bronzezeitlich        |
| Gorochowo-Kultur                         |           | - Eurasien (Ural-Region)                                                      | - ca. 600–200 v. Chr. - eisenzeitlich          |
| Gorodezko-Djakovsker-Kultur              |           |                                                                               |                                                |
| Gravettien                               |           | - Europa                                                                      | - ca. 31.000–25.000 BP - jungpaläolithisch     |
| Grobia Gruppe                            |           |                                                                               |                                                |
| Grooved Ware                             |           | - Europa (Großbritannien, Irland)                                             | - ca. 3400–2000 v. Chr. - mittelneolithisch    |
| Grotta-Pelos-Kultur                      |           | - Europa (Griechenland (Kykladen))                                            | - ca. 3000–2650 v. Chr. - bronzezeitlich       |
| Großgartacher Kultur                     |           | - Europa (Süd- und Westdeutschland)                                           | - ca. 4800–4600 v. Chr. - mittelneolithisch    |
| Gruppe Oberlauterbach                    |           | - Europa (Süddeutschland)                                                     | - ca. 5000–4600 v. Chr. - mittelneolithisch    |
| Grübchenkeramische Kultur                |           | - Europa (Schweden, Norddänemark, Südnorwegen, Baltikum, bis zum Ural)        | - mesolithisch                                 |
| Guangala-Kultur                          |           | - Südamerika (Ecuador)                                                        | - 300 v. Chr. bis 800 n. Chr.                  |
| Gubener Gruppe/Gubiner Gruppe            |           |                                                                               |                                                |
| Gudenå-Kultur                            |           | - Europa (England, Belgien, Norddeutschland, Dänemark, Südschweden, Baltikum) | - ca. 8000–4000 v. Chr. - mesolithisch         |
| Gumelniţa-Karanowo VI-Kodjadermen-Kultur |           |                                                                               |                                                |
| Gumelniţa-Kultur                         |           | - Südosteuropa                                                                | - ca. 4500–4000 v. Chr. - neolithisch          |

## H
| Industrie/Kultur/Gruppe     | Bemerkung                                                                                      | Verbreitung                                                   | Zeitstellung                                        |
| --------------------------- | ---------------------------------------------------------------------------------------------- | ------------------------------------------------------------- | --------------------------------------------------- |
| Haffküsten-Kultur           | - auch Rzucewo-Kultur genannt - Einzelgrabkultur, entsteht aus der späten Trichterbecherkultur | - Europa (Östliches Baltikum, Polnische Ostseeküste, Pommern) | - ca. 5300–1750 v. Chr.                             |
| Hakataya                    |                                                                                                | - Nordamerika (Vereinigte Staaten)                            | - ca. 200–1300 n. Chr.                              |
| Halaf-Kultur                |                                                                                                | - Asien (Nordmesopotamien, Syrien, Türkei)                    | - ca. 5200–4500 v. Chr. - äneolithisch              |
| Halfan-Kultur               |                                                                                                |                                                               |                                                     |
| Hallstattzeit               |                                                                                                | - südliches Mitteleuropa                                      | - ca. 800–650 v. Chr. - früheisenzeitlich           |
| Hamangia-Kultur             |                                                                                                | - Europa (Rumänien, Bulgarien)                                | - ca. 4800–4300 v. Chr. - neolithisch               |
| Hamburger Kultur            |                                                                                                | - Europa (Niederlanden, Norddeutschland, Dänemark, Nordpolen) | - ca. 13.700–12.200 v. Chr. - spätjungpaläolithisch |
| Hanshu-Kultur               |                                                                                                | - Asien (China)                                               | - bronzezeitlich                                    |
| Harpstedt-Nienburger Gruppe |                                                                                                | - Mitteleuropa (Nordwestdeutschland)                          | - eisenzeitlich                                     |
| Harpstedter Gruppe          |                                                                                                | - Mitteleuropa (Norddeutschland)                              | - eisenzeitlich                                     |
| Hassuna-Kultur              |                                                                                                | - Asien (Irak, Syrien)                                        | - ca. 5800–5260 v. Chr. - neolithisch               |
| Haßleben-Leuna-Gruppe       |                                                                                                | - Mitteleuropa (Deutschland)                                  | - römische Kaiserzeit                               |
| Hausurnenkultur             |                                                                                                | - Mitteleuropa (Norddeutschland)                              | - ca. 700 v. Chr. - früheisenzeitlich               |
| Havelländische Kultur       |                                                                                                | - Mitteleuropa (Ostdeutschland)                               | - ca. 3200–2800 v. Chr. - spätneolithisch           |
| Havelte-Gruppe              |                                                                                                |                                                               |                                                     |
| Helmand-Kultur              |                                                                                                | - Asien Iran, Afghanistan                                     | - ca. 3000 bis 2400 v. Chr. - bronzezeitlich        |
| Hemudu-Kultur               |                                                                                                | - Asien (China)                                               | - ca. 5200/5000–4500/3300 v. Chr. - neolithisch     |
| Hensbakka                   |                                                                                                | - Europa (Norwegen, Schweden)                                 | - ca. 9500–7000 v. Chr. - mesolithisch              |
| Herpály-Kultur              |                                                                                                |                                                               |                                                     |
| Hilversum-Kultur            |                                                                                                | - Europa (Niederlanden)                                       | - ca. 1800–900 v. Chr. - frühbronzezeitlich         |
| Hinkelstein-Gruppe          |                                                                                                | - Europa (Südwestdeutschland)                                 | - ca. 5000–4800 v. Chr. - mittelneolithisch         |
| Hissar-Kultur               |                                                                                                | - Asien (Usbekistan, Tadjikistan)                             | - neolithisch                                       |
| Hoabinhian                  |                                                                                                | - Asien (Vietnam)                                             | - ca. 12.000–10.000 v. Chr. - mesolithisch          |
| Hohokam-Kultur              |                                                                                                | - Nordamerika                                                 | - 300–1500 n. Chr.                                  |
| Hongshan-Kultur             |                                                                                                | - Asien (Nordostchina)                                        | - ca. 4700–2900 v. Chr. - neolithisch               |
| Hopewell-Kultur             |                                                                                                | - Nordamerika (Vereinigte Staaten)                            | - ca. 300 v. Chr.-500 n. Chr.                       |
| Horgener Kultur             |                                                                                                | - Europa (Westschweiz, Südwestdeutschland)                    | - ca. 3500–2800 v. Chr. - spätneolithisch           |
| Hornstaader Gruppe          |                                                                                                |                                                               |                                                     |
| Houli-Kultur                |                                                                                                | - Asien (China)                                               | - ca. 8200–7800 BP - frühneolithisch                |
| Howieson’s Poort Industrie  | - Steingeräteindustrie mit früher Klingentechnik                                               | - Afrika (Südafrika)                                          | - Middle Stone Age                                  |
| Hunsrück-Eifel-Kultur       |                                                                                                | - Europa (Mittelrheinregion)                                  | - ca. 620–250 v. Chr. - eisenzeitlich               |
| Hushu-Kultur                |                                                                                                | - Asien (China)                                               | - bronzezeitlich                                    |
| Hutberg-Gruppe              |                                                                                                | - Europa (Deutschland)                                        | - neolithisch                                       |

## I
| Industrie/Kultur/Gruppe  | Bemerkung                                                    | Verbreitung                    | Zeitstellung                                       |
| ------------------------ | ------------------------------------------------------------ | ------------------------------ | -------------------------------------------------- |
| Ibéromaurusien           |                                                              | - Nordafrika                   | - ca. 17.000–8000 v. Chr. - epipaläolithisch       |
| Imbonga-Horizont         |                                                              | - Afrika (Kongo)               | - ca. 800–200 v. Chr. - neolithisch                |
| Imereti-Kultur           |                                                              | - Kaukasus, Georgien           | - ca. 8000 v. Chr.-6000 v. Chr.                    |
| Independence-I-Kultur    | - siehe Inuit-Kultur                                         |                                |                                                    |
| Independence-II-Kultur   | - siehe Inuit-Kultur                                         |                                |                                                    |
| Indus-Kultur             |                                                              | - Asien (Indien)               | - ca. 2800–1800 v. Chr. - neolithisch/äneolithisch |
| Inga-Kultur              |                                                              | - Südamerika (Ecuador)         | - ca. 9050/7000 bis 6050 v. Chr. - neolithisch     |
| Inka                     |                                                              | - Südamerika                   | - ca. 1300–1600 n. Chr.                            |
| Inntalkultur             |                                                              |                                |                                                    |
| Ipotești-Cândești-Kultur | - von manchen Autoren als Teil der Penkowka-Kultur angesehen | - Europa (Rumänien, Moldawien) | - ca. 600–800 n. Chr. - slawisch                   |
| Irmen-Kultur             |                                                              | - Asien (Sibirien)             | - ca. 1200–400 v. Chr. - spätbronzezeitlich        |
| Iwno Gruppe              |                                                              |                                |                                                    |

## J
| Industrie/Kultur/Gruppe  | Bemerkung                             | Verbreitung                                          | Zeitstellung                                                |
| ------------------------ | ------------------------------------- | ---------------------------------------------------- | ----------------------------------------------------------- |
| Jabrudien                |                                       |                                                      |                                                             |
| Jamnaja-Kultur           |                                       | - Osteuropa                                          | - ca. 3600–3200 v. Chr. - äneolithisch                      |
| Jarmuk-Kultur            |                                       | - Levante (Israel, Jordanien)                        | - ca. 6000/5700–5000 v. Chr. - keramikführendes Neolithikum |
| Jastorf-Kultur           |                                       | - Europa                                             | - ca. 600 v. Chr.-0 - eisenzeitlich                         |
| Jekaterininka-Kultur     |                                       | - Asien (Sibirien)                                   | - ca. 4300–3700 v. Chr. - neolithisch                       |
| Jessik-Beschsatyr-Kultur |                                       | - Zentralasien                                       | - ca. 500–300 v. Chr. - eisenzeitlich                       |
| Jevišovice-Kultur        |                                       | - südöstliches Mitteleuropa                          | - äneolithisch                                              |
| Dschiroft-Kultur         |                                       | - Asien (Iran)                                       | - um 2200 v. Chr. - bronzezeitlich                          |
| Jōmon-Zeit               |                                       | - Asien (Japan)                                      | - ca. 10.000–300 v. Chr. - neolithisch                      |
| Jordansmühler Kultur     | - auch als Jordanow-Kultur bezeichnet | - östliches Mitteleuropa (Schlesien, Mähren, Böhmen) | - ca. 4300–3900 v. Chr. - neolithisch                       |

## K
| Industrie/Kultur/Gruppe       | Bemerkung                                  | Verbreitung                                                                               | Zeitstellung                                                  |
| ----------------------------- | ------------------------------------------ | ----------------------------------------------------------------------------------------- | ------------------------------------------------------------- |
| Kammkeramische Kultur         |                                            |                                                                                           |                                                               |
| Kapeni-Kultur                 |                                            | - Afrika (Malawi)                                                                         | - ca. 800–1100 n. Chr. - eisenzeitlich                        |
| Karanowo-Kulturen             |                                            | - Europa (Bulgarien)                                                                      | - ca. 6200–4000 cal v. Chr. - neolithisch/äneolithisch        |
| Karassuk-Kultur               |                                            | - Asien (Südsibirien)                                                                     | - um 1200 v. Chr. - bronzezeitlich                            |
| Karuo-Kultur                  |                                            | - Asien (China, Tibet)                                                                    | - ca. 3200–2000 v. Chr. - neolithisch                         |
| Karym-Kultur                  |                                            |                                                                                           |                                                               |
| Kastri-Kultur                 |                                            | - Europa (Griechenland)                                                                   | - ca. 2400–2100 v. Chr. - bronzezeitlich                      |
| Katakombengrab-Kultur         |                                            | - Europa (Russland, Ukraine)                                                              | - ca. 2500–2000 v. Chr. - spätneolithisch/kupfersteinzeitlich |
| Kayue-Kultur                  |                                            | - Asien (Nordwestchina)                                                                   | - ca. 900–600 v. Chr. - bronzezeitlich                        |
| Kebarien                      |                                            |                                                                                           |                                                               |
| Kehe-Kultur                   |                                            | - Asien (China)                                                                           | - paläolithisch                                               |
| Kelteminar-Kultur             |                                            | - Asien (Kasachstan)                                                                      |                                                               |
| Kemi-Oba-Kultur               |                                            |                                                                                           |                                                               |
| Kerma-Kultur                  |                                            | - Afrika (Obernubien)                                                                     | - ca. 3500–1450 v. Chr.                                       |
| Keros-Syros-Kultur            |                                            | - Europa (Griechenland (Kykladen))                                                        | - ca. 2700–2300 v. Chr. - bronzezeitlich                      |
| Khiamien                      |                                            |                                                                                           |                                                               |
| Khirbet-Kerak-Kultur          |                                            |                                                                                           |                                                               |
| Khojaly-Gadabay-Kultur        |                                            |                                                                                           |                                                               |
| Kiewer Kultur                 |                                            | - Europa (Ukraine, Russland, Belarus)                                                     | - ca. 100–500 n. Chr. - eisenzeitlich                         |
| Kiffian-Kultur                |                                            |                                                                                           |                                                               |
| Killke-Kultur                 |                                            |                                                                                           |                                                               |
| Kintampo-Kultur               |                                            | - Afrika (Ghana, Elfenbeinküste)                                                          | - ca. 2200–700 v. Chr. - neolithisch                          |
| Klosterlund                   |                                            | - Europa (Dänemark (Jütland))                                                             | - ca. 8000–7000 v. Chr. - mesolithisch                        |
| Knovízer Kultur               |                                            | - Europa (Mittel- und Nordwestböhmen)                                                     | - ca. 1300–800 v. Chr. - mittelbronzezeitlich                 |
| Koban-Kultur                  |                                            | - Eurasien (Kaukasus-Region)                                                              | - ca. 1200–400 v. Chr. - spätbronze-/eisenzeitlich            |
| Kofun-Zeit                    |                                            | - Asien (Japan)                                                                           | - ca. 250–538 n. Chr.                                         |
| Kolchis-Kultur                |                                            | - Europa (Westgeorgien)                                                                   | - ca. 1700–600 v. Chr. - mittelbronze-/früheisenzeitlich      |
| Kolotschin-Kultur             |                                            | - Europa (Russland, Belarus, Ukraine)                                                     | - ca. 400–700 n. Chr. - slawisch                              |
| Komsa-Kultur                  |                                            | - Europa (Nordnorwegen)                                                                   | - um 10.000 v. Chr. - paläolithisch                           |
| Kongemose-Kultur              |                                            | - Europa (England, nördliches Mittel- und Osteuropa, südliches Skandinavien)              | - ca. 6000–5200 v. Chr. - mesolithisch                        |
| Körös-Kultur                  |                                            | - Südosteuropa                                                                            | - ca. 6200–5600 v. Chr. - frühneolithisch                     |
| Kortschak-Kultur              | - östlicher Teil der Prag-Kortschak-Kultur | - Europa (Ukraine, Belarus)                                                               | - ca. 500–700 n. Chr. - eisenzeitlich                         |
| Kosihy-Caka-Gruppe            |                                            |                                                                                           |                                                               |
| Krasnoosero-Kultur            |                                            |                                                                                           |                                                               |
| Krotowo-Kultur                |                                            |                                                                                           |                                                               |
| Kuban-Kultur                  |                                            |                                                                                           |                                                               |
| Kugelamphoren-Kultur          |                                            | - Europa (Deutschland, Polen, Böhmen, Ukraine) mündet in die Pontus-Region (Yamna-Kultur) | - ca. 3100–2700 v. Chr. - kupferzeitlich                      |
| Kulaika-Kultur                |                                            | - Asien (Sibirien)                                                                        | - ca. 400 v. Chr.-400 n. Chr. - eisenzeitlich                 |
| Kulli-Kultur                  |                                            | - Asien (Iran (Belutschistan))                                                            | - ca. 2500–1900 v. Chr. - bronzezeitlich                      |
| Kultur von San Jerónimo       |                                            | - Mittelamerika (Mexiko)                                                                  | - ca. 300 v. Chr.-300 n. Chr.                                 |
| Kulturen von Abealzu-Filigosa |                                            | - Europa (Sardinien)                                                                      | - ca. 3200–2700 v. Chr. - kupferzeitlich                      |
| Kunda-Kultur                  |                                            | - Europa (Baltikum, Nordrussland)                                                         | - ca. 7400–6000 v. Chr. - mesolithisch                        |
| Kupfer-Hort-Kultur            |                                            | - Asien (Nordindien)                                                                      | - um 2000 v. Chr. - kupfersteinzeitlich                       |
| Kura-Araxes-Kultur            |                                            | - Eurasien (Kaukasus-Region)                                                              | - ca. 3500/3000–2000/1900 v. Chr. - frühbronzezeitlich        |
| Kurgankultur                  |                                            | - Europa                                                                                  | - ca. 5000–3000 v. Chr. - neolithisch/kupferzeitlich          |
| Kykladenkultur                |                                            | - Europa (Griechenland (Kykladen))                                                        | - ca. 3000–1100 v. Chr. - bronzezeitlich                      |

## L
| Industrie/Kultur/Gruppe     | Bemerkung                       | Verbreitung                                                                                                  | Zeitstellung                                                 |
| --------------------------- | ------------------------------- | --- | ------------------------------------------------------------ |
| La-Hoguette-Gruppe          |                                 | - West- und Mitteleuropa                                                                                     | - ca. 5800–5500 v. Chr. - neolithisch                        |
| La-Venta-Kultur             | - Olmeken                       | - Mittelamerika                                                                                              | - ca. 1500–400 v. Chr.                                       |
| Lac Viet-Kultur             |                                 | |                                                              |
| Lambayeque-Kultur           |                                 | - Südamerika (Peru)                                                                                          | - ca. 700–1345                                               |
| Laoguantai-Kultur           |                                 | - Asien (China)                                                                                              | - ca. 6000–5000 v. Chr./ ca. 6000–3000 v. Chr. - neolithisch |
| Lapita-Kultur               |                                 | - Ozeanien (Melanesien, polynesische Inseln)                                                                 | - ca. 1500–800 v. Chr. - neolithisch                         |
| Las-Vegas-Kultur            |                                 | - Südamerika (Ecuador)                                                                                       | - ca. 8000 bis 4600 v. Chr. - präkeramisch/neolithisch       |
| Latènezeit                  |                                 | - Mitteleuropa                                                                                               | - ca. 480–0/30 n. Chr. - eisenzeitlich                       |
| Laufelder Kultur            |                                 | |                                                              |
| Laugen-Melaun-Kultur        |                                 | - Europa (Alpen-Region)                                                                                      | - ca. 1400–... v. Chr. - spätbronze-/früheisenzeitlich       |
| Lauricocha-Kultur           |                                 | - Südamerika (Peru)                                                                                          | - ca. 8000–2500 v. Chr. - steinzeitlich/präkeramisch         |
| Lausitzer Kultur            |                                 | - Mitteleuropa                                                                                               | - ca. 1300–500 v. Chr. - bronze-/eisenzeitlich               |
| Lažňany-Hunyadihalom-Kultur |                                 | |                                                              |
| Lebus-Lausitz-Gruppe        | - auch Luboszyce-Kultur genannt | - Mitteleuropa (Deutschland, Polen)                                                                          | - ca. 100–400 n. Chr. - germanisch                           |
| Leithaprodersdorf-Gruppe    |                                 | - Europa: (Österreich, Burgenland, Niederösterreich südlich der Donau zwischen Wienerwald und Leithagebirge) | - ca. 2300–2000 v. Chr. - frühe Bronzezeit                   |
| Lengyel-Kultur              |                                 | - Europa (Österreich, Südwestslowakei, Westungarn, Mähren, Kroatien, Polen, Süddeutschland)                  | - ca. 5000–... v. Chr. - neolithisch                         |
| Liangzhu-Kultur             |                                 | - Asien (China)                                                                                              | - ca. 3400–2000 v. Chr. - neolithisch                        |
| Liaoning-Bronzedolch-Kultur |                                 | |                                                              |
| Lietzow-Kultur              |                                 | |                                                              |
| Lima-Kultur                 |                                 | |                                                              |
| Limburg-Gruppe              |                                 | |                                                              |
| Lipiţa-Kultur               |                                 | |                                                              |
| Liyuqiao-Kultur             |                                 | |                                                              |
| Longshan-Kultur             |                                 | - Asien (China)                                                                                              | - ca. 3200–1850 v. Chr. - neolithisch                        |
| Longwe-Kultur               |                                 | - Ostafrika (Malawi)                                                                                         | - um 1000 n. Chr. - eisenzeitlich                            |
| Los Millares-Kultur         | - Los Millares (Siedlung)       | - Europa (Spanien)                                                                                           | - kupfersteinzeitlich                                        |
| Luboszyce-Kultur            |                                 | - Mitteleuropa (Deutschland, Polen)                                                                          | - ca. 100–400 n. Chr. - germanisch                           |
| Luka-Rajky-Kultur           |                                 | - Osteuropa (Ukraine)                                                                                        | - ca. 600–900 n. Chr. - slawisch                             |
| Lupemban-Kultur             |                                 | - Zentralafrika (Angola, Südafrika, Sudan)                                                                   | - ca. 300.000– - spätmittelpaläolithisch                     |
| Lübsow-Gruppe               |                                 | - Europa (Polen)                                                                                             | - frühkaiserzeitlich/germanisch                              |
| Lüneburger Gruppe           |                                 | - Mitteleuropa (Mitteldeutschland)                                                                           | - bronzezeitlich                                             |
| Lyngby-Kultur               |                                 | - Europa (Dänemark)                                                                                          | - ca. 11.400–10.500 v. Chr. - spätpaläolithisch              |

## M
| Industrie/Kultur/Gruppe    | Bemerkung                                                               | Verbreitung                                                                             | Zeitstellung                                               |
| -------------------------- | ----------------------------------------------------------------------- | --------------------------------------------------------------------------------------- | ---------------------------------------------------------- |
| Maadi-Kultur               |                                                                         | - Afrika (Unterägypten)                                                                 | - ca. 4000–3500 v. Chr. - äneolithisch                     |
| Machalilla-Kultur          |                                                                         | - Südamerika (Ecuador)                                                                  | - ca. 1800-1000/800 v. Chr. - neolithisch                  |
| Machandzhar-Kultur         |                                                                         | - Asien (Kasachstan)                                                                    |                                                            |
| Mad’arovce-Gruppe          |                                                                         |                                                                                         |                                                            |
| Magdalénien                |                                                                         | - Mittel- und Westeuropa                                                                | - ca. 18.000–12.000 BP - jungpaläolithisch                 |
| Maglemose-Kultur           | - älteste mesolithische Kultur des nordeuropäischen Tieflandes          | - Nordeuropa (England, Norddeutschland, Dänemark, Südschweden, Baltikum (Kunda-Kultur)) | - ca. 8000–6000 v. Chr. - mesolithisch                     |
| Majemir-Stufe              |                                                                         |                                                                                         |                                                            |
| Majiabang-Kultur           |                                                                         | - Asien (China)                                                                         | - ca. 4750–3700 v. Chr. - neolithisch                      |
| Majiayao-Kultur            |                                                                         | - Asien (China)                                                                         | - ca. 3000–2000 v. Chr. - spätneolithisch                  |
| Mal'ta-Buret'-Kultur       | - Malta (Russland) (Fundort)                                            |                                                                                         |                                                            |
| Maomaodong-Kultur          |                                                                         | - Asien (China)                                                                         | - ca. 14.600±1200 BP - paläolithisch                       |
| Manteño-Guancavilca-Kultur |                                                                         | - Südamerika (Ecuador)                                                                  | - ca. 700–1600 n. Chr.                                     |
| Mariupol-Kultur            | - Gräberfeld Mariupol                                                   |                                                                                         |                                                            |
| Mawudzu-Kultur             |                                                                         | - Afrika (Malawi)                                                                       | - ca. 1200–1750 n. Chr.                                    |
| Maya                       |                                                                         | - Mittelamerika                                                                         | - ca. 3000 v. Chr. bis heute                               |
| Megalithkultur             |                                                                         | - Europa, Nordafrika (Marokko, Algerien, Tunesien)                                      | - neolithisch/bronzezeitlich                               |
| Mehrgarh                   |                                                                         | - Südasien (Pakistan (Belutschistan))                                                   | - ca. 7000–1700? v. Chr. - neolithisch/bronzezeitlich      |
| Melk-Gruppe                |                                                                         |                                                                                         |                                                            |
| Memel-Kultur               | - auch Nemunas-Kultur genannt                                           | - Europa (Polen, Litauen, Belarus, Kaliningrader Gebiet)                                | - ca. 7000–3000 v. Chr. - mesolithisch/neolithisch         |
| Memelland-Kultur           |                                                                         | - Europa (Litauen)                                                                      | - ca. 100–700 n. Chr. - eisenzeitlich                      |
| Menkendorfer Gruppe        |                                                                         | - Europa (Deutschland (Mecklenburg-Vorpommern))                                         | - ca. 800–1000 n. Chr. - mittelslawisch                    |
| Merimde-Kultur             |                                                                         | - Afrika (Ägypten)                                                                      | - ca. 5100–4000 v. Chr. - neolithisch                      |
| Meschowskoje-Kultur        |                                                                         |                                                                                         |                                                            |
| Miaohoushan-Kultur         |                                                                         |                                                                                         |                                                            |
| Michelsberger Kultur       |                                                                         | - Mitteleuropa                                                                          | - ca. 4400–3500 v. Chr. - neolithisch                      |
| Micoquien                  |                                                                         | - Europa                                                                                | - ca. 130.000–70.000 BP - mittelpaläolithisch              |
| Mierczanowice-Gruppe       |                                                                         |                                                                                         |                                                            |
| Milazzese-Kultur           |                                                                         | - Europa (Liparische Inseln, Ustica)                                                    | - ca. 1450–1270 v. Chr. - mittelbronzezeitlich             |
| Milograd-Kultur            |                                                                         | - Europa (Belarus, Ukraine)                                                             | - ca. 700–1 v. Chr. - eisenzeitlich                        |
| Minoische Kultur           |                                                                         | - Europa (Griechenland (Kreta))                                                         | - ca. (6000)3100–1100 v. Chr. - neolithisch/bronzezeitlich |
| Mississippi-Kultur         |                                                                         | - Nordamerika (Vereinigte Staaten)                                                      | - ca. 900–1600 n. Chr.                                     |
| Mittel-Dnepr-Kultur        |                                                                         |                                                                                         |                                                            |
| Mitteladriatische Kultur   | - Sammelbegriff für die vorrömische Bevölkerung der Abruzzen in Italien | - Europa (Italien)                                                                      | - ca. 700–500 v. Chr. - eisenzeitlich                      |
| Moche-Kultur               |                                                                         | - Südamerika (Peru)                                                                     | - ca. 1–800 n. Chr. - kupfersteinzeitlich/bronzezeitlich   |
| Mogollon-Kultur            |                                                                         | - Nordamerika (Vereinigte Staaten, Mexiko)                                              | - ca. 200/250 v. Chr.-1400/1540 n. Chr.                    |
| Mokaya-Kultur              |                                                                         | - Mittelamerika (Mexiko)                                                                | - ca. 1900/1700–900 v. Chr.                                |
| Mondseekultur              |                                                                         | - Europa (Österreich)                                                                   | - ca. 3800–3300 v. Chr. - neolithisch                      |
| Monte-Alto-Kultur          |                                                                         | - Mittelamerika (Guatemala)                                                             | - ca. 1500 v. Chr.-200 n. Chr.                             |
| Monte-Claro-Kultur         |                                                                         | - Europa (Sardinien)                                                                    | - ca. 2700–2200 v. Chr. - äneolithisch                     |
| Monteoru-Kultur            |                                                                         | - Südosteuropa (Rumänien, Moldawien, Ukraine)                                           | - ca. 3000–? v. Chr. - bronzezeitlich                      |
| Moschtschiny-Kultur        |                                                                         | - Europa (Russland)                                                                     | - ca. 300–700 n. Chr. - eisenzeitlich                      |
| Moustérien                 |                                                                         | - Europa                                                                                | - ca. 120.000–40.000 BP - mittelpaläolithisch              |
| Münchshöfener Kultur       |                                                                         | - Europa (Süddeutschland)                                                               | - ca. 4500–3900/3800 v. Chr. - neolithisch                 |
| Mykenische Kultur          |                                                                         | - Europa (Griechenland)                                                                 | - ca. 1700/1600–1050 v. Chr. - spätbronzezeitlich          |

## N
| Industrie/Kultur/Gruppe          | Bemerkung                       | Verbreitung                                                   | Zeitstellung                                                                      |
| -------------------------------- | ------------------------------- | ------------------------------------------------------------- | --------------------------------------------------------------------------------- |
| Nal-Kultur                       |                                 | - Asien (Pakistan (Belutschistan))                            | - um 3300 v. Chr.                                                                 |
| Nampula-Tradition                |                                 | - Afrika (Nordmosambik)                                       | - ca. 300–1300 n. Chr. - eisenzeitlich                                            |
| Naqada-Kultur                    |                                 | - Afrika (Ägypten)                                            | - ca. 4500–3000 v. Chr. - äneolithisch                                            |
| Narva-Kultur                     |                                 | - Europa (Estland, Lettland, Litauen, ehemaliges Ostpreußen)  | - ca. 4500–3500 v. Chr. - semi-neolithisch                                        |
| Natufien                         |                                 | - Asien (Palästina, Israel, Libanon, Syrien)                  | - ca. 12.000–9500/9000 v. Chr. - mesolithisch/neolithisch                         |
| Naumburger Gruppe                |                                 | - Mitteleuropa (Deutschland (Thüringen))                      | - ca. 300–60 v. Chr. - eisenzeitlich                                              |
| Nazca-Kultur                     |                                 | - Südamerika (Peru)                                           | - ca. 200 v. Chr.-800 n. Chr.                                                     |
| Neckar-Gruppe                    |                                 | - Mitteleuropa (Süddeutschland)                               | - frühbronzezeitlich                                                              |
| Nenana complex                   |                                 | - Nordamerika (Alaska)                                        | - ca. 11.340 ± 150 BP-10.820 ± 200 BP - steinzeitlich                             |
| Neu-Eskimo-Kultur                |                                 |                                                               |                                                                                   |
| Niaosung-Kultur                  |                                 |                                                               |                                                                                   |
| Niederrheinische Grabhügelkultur | - Vermutlich die Belger         | - Europa (Niederlanden, Westdeutschland)                      | - ca. 1200–800 v. Chr. - bronzezeitlich/eisenzeitlich                             |
| Nitra-Gruppe                     |                                 |                                                               |                                                                                   |
| Nkope-Kultur                     |                                 | - Afrika (Malawi, östliches Sambia, Mosambik)                 | - ca. 250–1000 n. Chr. - eisenzeitlich                                            |
| Nok-Kultur                       |                                 | - Afrika (Zentral-Nigeria)                                    | - ca. 500 v. Chr.-200 n. Chr. - eisenzeitlich                                     |
| Nordkaspische Kultur             |                                 |                                                               |                                                                                   |
| Norrbottnische Kulturgruppe      |                                 | - Europa (Schweden)                                           | - mesolithisch                                                                    |
| Norrländische Schieferkultur     |                                 |                                                               |                                                                                   |
| Norte-Chico-Kultur               |                                 | - Südamerika (Peru)                                           | - erste Anfänge um 9000 v. Chr. - Hauptphase ca. 3500–1800 v. Chr. - präkeramisch |
| Norton Tradition                 |                                 | - Asien/Nordamerika (Alaska, Beringsee)                       |                                                                                   |
| Norwood-Kultur                   | - Subkultur der Archaic culture | - Nordamerika (Vereinigte Staaten (Nord Florida, Appalachen)) | - äneolithisch                                                                    |
| Nosilowo-Gruppe                  |                                 | - Eurasien (Ural-Region)                                      | - ca. 900–600 v. Chr. - früheisenzeitlich                                         |
| Novocherkassk-Kultur             |                                 |                                                               |                                                                                   |
| Nuomuhong-Kultur                 |                                 | - Asien (China)                                               | - ca. 3300–2900 BP - bronzezeitlich                                               |
| Nuraghenkultur                   |                                 | - Europa (Sardinien)                                          | - ca. 1800–500 v. Chr. - bronzezeitlich/eisenzeitlich                             |

## O
| Industrie/Kultur/Gruppe         | Bemerkung | Verbreitung                         | Zeitstellung |
| ------------------------------- | --- | ----------------------------------- | --- |
| Oasenkultur                     | | - Asien (Turkmenistan, Afghanistan) | - ca. 2200–1700 v. Chr. - bronzezeitlich                                                                        |
| Obed-Zeit                       | | - Asien (Mesopotamien)              | - ca. 5500–3500 v. Chr. - äneolithisch                                                                          |
| Obere Ob-Kultur                 | |                                     | |
| Obere Xiajiadian-Kultur         | |                                     | |
| Okunew-Kultur                   | | - Asien (Südsibirien)               | - um 2000 v. Chr. - bronzezeitlich                                                                              |
| Okhotsk-Kultur                  | |                                     | |
| Oldesloer Gruppe                | | - Mitteleuropa (Norddeutschland)    | - ca. 6000–5000 v. Chr. - mesolithisch                                                                          |
| Oldowan                         | - weltweit ältesten Steinwerkzeuge                                                                               | - Afrika, Europa, Asien             | - ca. 2.600.000–1.500.000 BP - altpaläolithisch                                                                 |
| Olschewien                      | - Sonderform des Aurignacien                                                                                     | - Europa (Slowenien)                | - ca. 33.000-26.000 BP - jungpaläolithisch                                                                      |
| Olsztyn-Kultur                  | - auch Westmasurische Kultur genannt                                                                             | - Europa (Polen)                    | - ca. 400–700 n. Chr. - eisenzeitlich                                                                           |
| Oltome-Tradition                | | - Ostafrika (Kenia)                 | - um 5000 v. Chr.                                                                                               |
| Omari-Kultur                    | | - Afrika (Unterägypten)             | - ca. 4600–4400 v. Chr. - neolithisch                                                                           |
| Ordos-Kultur                    | | - Asien (China)                     | - ??? ca. 50.000 BP-200 v. Chr. ??? - ??? mittel-/jungpaläolithisch/mesolithisch/neolithisch/bronzezeitlich ??? |
| Osteodontokeratische Kultur     | - große Tierknochenansammlung → überholte Theorie nach der Australopithecus africanus Knochen zur Jagd benutzten |                                     | |
| Ostlitauische Hügelgräberkultur | | - Europa (Litauen, Belarus)         | - ca. 40–1300 n. Chr. - eisenzeitlich/frühmittelalterlich                                                       |
| Oxhöft-Kultur                   | - auch Oksywie-Kultur genannt                                                                                    | - Europa (Nordpolen)                | - ca. 200–100 v. Chr. - eisenzeitlich                                                                           |
| Ozieri-Kultur                   | | - Europa (Sardinien)                | - ca. 4000–3200 v. Chr. - neolithisch                                                                           |

## P
| Industrie/Kultur/Gruppe            | Bemerkung                                                                              | Verbreitung                                                           | Zeitstellung                                     |
| ---------------------------------- | -------------------------------------------------------------------------------------- | --------------------------------------------------------------------- | ------------------------------------------------ |
| Paläoindianer                      |                                                                                        | - Nordamerika (Kanada, Vereinigte Staaten)                            | - ca. 14.300 BP-8.000 v. Chr. - steinzeitlich    |
| Paläo-Eskimo-Kultur                |                                                                                        |                                                                       |                                                  |
| Pantalica-Kultur                   | - auch Pantalica-Nord-Kultur                                                           | - Europa (Sizilien)                                                   | - ca. 13.–7. Jahrhundert v. Chr.                 |
| Paquimé-Kultur                     | - Paquimé                                                                              | - Nordamerika (Mexiko)                                                | - ca. 1–1821 n. Chr.                             |
| Paracas-Kultur                     |                                                                                        | - Südamerika (Peru (Halbinsel Paracas))                               | - ca. 900–200 v. Chr.                            |
| Pasyryk-Stufe                      |                                                                                        | - Asien (Altai-Region)                                                | - ca. 500–300 v. Chr. - eisenzeitlich            |
| Pavlovien                          | - regionale Ausprägung des Gravettien                                                  | - Europa (Mähren, Niederösterreich, Slowakei)                         | - jungpaläolithisch                              |
| Peiligang-Kultur                   |                                                                                        | - Asien (Nordchina)                                                   | - ca. 5600–4900 v. Chr. - frühneolithisch        |
| Pengtoushan-Kultur                 |                                                                                        | - Asien (China)                                                       | - ca. 7500–6100 v. Chr. - neolithisch            |
| Penkowka-Kultur                    |                                                                                        | - Osteuropa (Ukraine, Moldawien)                                      | - ca. 400–800 n. Chr. - slawisch                 |
| Périgordien                        | - regionale Gliederung des frühen bis mittleren Jungpaläolithikums                     | - Europa (Südwestfrankreich)                                          | - ca. 38.000–21.000 BP - jungpaläolithisch       |
| Peterborough Ware                  |                                                                                        | - Europa (Großbritannien)                                             | - ca. 3400–2500 cal. v. Chr. - mittelneolithisch |
| Petrești-Kultur                    |                                                                                        |                                                                       |                                                  |
| Petrowka-Kultur                    |                                                                                        |                                                                       |                                                  |
| Pfannengräberkultur                |                                                                                        | - Afrika (Unternubien, Oberägypten)                                   | - um 1800 v. Chr. - bronzezeitlich               |
| Pfyner Kultur                      |                                                                                        | - Europa (Süddeutschland, Schweiz)                                    | - ca. 3900–3500 v. Chr. - neolithisch            |
| PGW-Kultur                         |                                                                                        |                                                                       |                                                  |
| Philia-Kultur                      |                                                                                        | - Asien (Zypern)                                                      | - ca. 2500–2000 v. Chr. - frühbronzezeitlich     |
| Phung-Nguyen-Kultur                |                                                                                        | - Asien (Vietnam)                                                     | - ca. 5000–4000 v. Chr. - neolithisch            |
| Plano-Kultur                       |                                                                                        |                                                                       |                                                  |
| Plattengrabkultur                  |                                                                                        | - Asien (Transbaikalien, nördliche Mongolei)                          | - ca. 1200–... v. Chr. - bronzezeitlich          |
| Poienești-Lukaševka-Kultur         |                                                                                        | - Europa (Ukraine, Moldawien, Rumänien)                               | - ca. 300 v. Chr.-400 n. Chr. - eisenzeitlich    |
| Polada-Kultur                      |                                                                                        | - Europa (Norditalien)                                                | - ca. 2200 bis 1750 v. Chr. - frühbronzezeitlich |
| Pollinger Gruppe                   |                                                                                        | - Europa (Süddeutschland)                                             | - ca. 4100–3900 v. Chr. - neolithisch            |
| Poltavka-Kultur                    |                                                                                        | - Eurasien (Ural-Region, westliches Kasachstan)                       | - ca. 2700–2100 v. Chr. - mittlere Bronzezeit    |
| Pommerellische Gesichtsurnenkultur |                                                                                        | - Europa (Polen)                                                      | - um 700 v. Chr. - eisenzeitlich                 |
| Posdnjakowsker-Kultur              |                                                                                        |                                                                       |                                                  |
| Potapovka-Kultur                   |                                                                                        | - Europa (Wolga-Region)                                               | - ca. 2500–2000 v. Chr. - bronzezeitlich         |
| Pottschewasch-Kultur               |                                                                                        |                                                                       |                                                  |
| Prag-Kortschak-Kultur              | - umfasste die Prager Kultur, Kortschak-Kultur, Sukow-Dziedzice-Gruppe, Szeligi-Gruppe | - Europa (Deutschland, Polen, Tschechien, Slowakei, Belarus, Ukraine) | - ca. 400–700 n. Chr. - slawisch                 |
| Prager Kultur                      | - Teil der Prag-Kortschak-Kultur                                                       | - Europa (Tschechien, Polen, Slowakei, Deutschland)                   | - ca. 500–700 n. Chr. - frühslawisch             |
| Prä-aksumitische Periode           | - Periode nach dem Neolithikum, wahrscheinlich keine Bronzezeit, aber Kupfer und Eisen | - Afrika (Äthiopien)                                                  | - eisenzeitlich                                  |
| Prä-Harappa-Tradition              |                                                                                        |                                                                       |                                                  |
| Präkeramisches Neolithikum         |                                                                                        | - Asien (Vorderer Orient)                                             | - ca. 9500–6400 v. Chr. - neolithisch            |
| Präkeramisches Neolithikum A       |                                                                                        | - Asien (Vorderer Orient)                                             | - ca. 9500–8800 v. Chr. - neolithisch            |
| Präkeramisches Neolithikum B       |                                                                                        | - Asien (Vorderer Orient)                                             | - ca. 8800–7000 v. Chr. - neolithisch            |
| Präkeramisches Neolithikum C       |                                                                                        | - Asien (Vorderer Orient)                                             | - ca. 7000–6400 v. Chr. - neolithisch            |
| Predsusgun-Kultur                  |                                                                                        |                                                                       |                                                  |
| Prikasansker-Kultur                |                                                                                        |                                                                       |                                                  |
| Proto-Indoeuropäer                 |                                                                                        | - Nordeuropa, Europa                                                  | - spätneolithisch/frühbronzezeitlich             |
| Przeworsk-Kultur                   |                                                                                        | - Europa (Polen)                                                      | - ca. 230 v. Chr.-550 n. Chr. - eisenzeitlich    |
| Psinomani-Kultur                   |                                                                                        | - Nordamerika (Vereinigte Staaten, Kanada)                            | - ca. 1000–1750 n. Chr.                          |
| Puchauer Kultur                    | - auch Púchov-Kultur genannt                                                           | - Europa (Slowakei)                                                   | - ca. 200–100 v. Chr. - eisenzeitlich            |
| Pueblo-Kultur                      |                                                                                        | - Nordamerika (Vereinigte Staaten)                                    |                                                  |

## Q
| Industrie/Kultur/Gruppe | Bemerkung                            | Verbreitung              | Zeitstellung                                 |
| ----------------------- | ------------------------------------ | ------------------------ | -------------------------------------------- |
| Qaraoun-Kultur          |                                      | - Asien (Libanon)        | - neolithisch                                |
| Qarunien                | - auch als Fayum-B-Kultur bezeichnet | - Afrika (Ägypten)       | - ca. 6000–5000 v. Chr. - epipaläolithisch   |
| Qijia-Kultur            |                                      | - Asien (China)          | - um 2000 v. Chr. - neolithisch/äneolithisch |
| Quimbaya-Kultur         |                                      | - Südamerika (Kolumbien) | - ca. 600/100 v. Chr.-1600 n. Chr.           |
| Qingliangang-Kultur     |                                      | - Asien (China, Tibet)   | - ca. 5400–4400 v. Chr. - neolithisch        |
| Qugong-Kultur           |                                      | - Asien (China)          | - neolithisch                                |
| Qujialing-Kultur        |                                      | - Asien (China)          | - ca. 2750–2650 v. Chr. - neolithisch        |

## R
| Industrie/Kultur/Gruppe         | Bemerkung                           | Verbreitung                                                       | Zeitstellung                          |
| ------------------------------- | ----------------------------------- | ----------------------------------------------------------------- | ------------------------------------- |
| Remedello-Kultur                |                                     | - Südeuropa (Norditalien)                                         | - um 3000 v. Chr.                     |
| Rhein-Maas-Schelde-Mesolithikum |                                     | - Europa                                                          | - ca. 7400–? v. Chr. - mesolithisch   |
| Rissener Gruppe                 |                                     |                                                                   |                                       |
| Roucadour-Kultur                |                                     |                                                                   |                                       |
| Rössener Kultur                 |                                     | - Mitteleuropa                                                    | - ca. 4500–4300 v. Chr. - neolithisch |
| Röthaer Gruppe                  | - benannt nach der Röthaer Keramik  | - Mitteleuropa (Deutschland (Sachsen, Sachsen-Anhalt, Thüringen)) | - ca. 700–1000 n. Chr. - frühslawisch |
| Rüssener Gruppe                 | - benannt nach der Rüssener Keramik | - Mitteleuropa (Deutschland (Sachsen, Sachsen-Anhalt, Thüringen)) | - ca. 600–800 n. Chr. - frühslawisch  |
| Rzucewo-Kultur                  | - auch Haffküstenkultur genannt     | - Europa (Polen, Kaliningrader Gebiet, Litauen)                   | - ca. 2700–600 v. Chr. - neolithisch  |

## S
| Industrie/Kultur/Gruppe      | Bemerkung                                | Verbreitung                                                       | Zeitstellung                                                            |
| ---------------------------- | ---------------------------------------- | ----------------------------------------------------------------- | ----------------------------------------------------------------------- |
| Sa-Huynh-Kultur              |                                          | - Asien (Vietnam)                                                 | - ca. 1000–200 v. Chr. - eisenzeitlich                                  |
| Saalemündungsgruppe          |                                          | - Europa (Deutschland)                                            | - ca. 1300–750 v. Chr. - bronze-/eisenzeitlich                          |
| Sagly-Baschi-Kultur          |                                          | - Asien (Sibirien)                                                | - ca. 500–300 v. Chr. - eisenzeitlich                                   |
| Saladoidkultur               |                                          | - Mittelamerika (Venezuela, Karibische Inseln)                    | - ca. 500 v. Chr.-545 n. Chr.                                           |
| Salzmünder Kultur            | - Untergruppe der Trichterbecherkultur   | - Mitteleuropa (Deutschland)                                      | - ca. 3400–3000 v. Chr. - neolithisch                                   |
| Samara-Kultur                |                                          | - Europa (Russland)                                               | - um 5000 v. Chr. - äneolithisch                                        |
| Samarra-Kultur               |                                          | - Asien (Vorderer Orient)                                         | - ca. 5500–5000 v. Chr. - neolithisch                                   |
| Samus-Kultur                 |                                          | - Asien (Westsibirien)                                            | - um 2000 v. Chr. - bronzezeitlich                                      |
| San-Agustín-Kultur           |                                          | - Südamerika (Kolumbien)                                          | - ca. 3300 v. Chr.-1550 n. Chr.                                         |
| San-Patrice-Kultur           |                                          |                                                                   |                                                                         |
| Sangoan                      | - Variante des Jungacheuléen             | - Zentral-, Süd- und Ostafrika                                    | - 400.000–                                                              |
| Sao-Kultur                   |                                          | - Afrika (Nordwestnigeria, Nordkamerun, Westlicher Tschad)        | - ca. 500 v. Chr.-1600 n. Chr. - eisenzeitlich                          |
| Saône-Rhône-Kultur           |                                          | - Europa (Frankreich, Schweiz)                                    | - ca. 2800 v. Chr.-2400 v. Chr. - stein-/bronzezeitlich                 |
| Saqqaq-Kultur                |                                          | - Nordamerika (Grönland)                                          | - ca. 2400–800 v. Chr. - neolithisch                                    |
| Sargat-Kultur                |                                          | - Eurasien (Ural-Region)                                          | - ca. 500 v. Chr.-400 n. Chr. - eisenzeitlich                           |
| Sarubinzy-Kultur             |                                          | - Osteuropa (Ukraine, Belarus)                                    | - ca. 300 v. Chr.-100 n. Chr. - eisenzeitlich                           |
| Satruper Stufe               |                                          | - Mitteleuropa                                                    | - um 3500 v. Chr. - neolithisch                                         |
| Satsumon-Kultur              |                                          | - Asien (Japan)                                                   | - ca. 700 v. Chr. – 1200 v. Chr.                                        |
| Sauveterrien                 |                                          | - Südeuropa (Italien)                                             | - ca. 8000–6500 v. Chr. - mesolitisch (zum Ende hin)                    |
| Scamozzina-Kultur            |                                          |                                                                   |                                                                         |
| Schengavit-Kultur            |                                          |                                                                   |                                                                         |
| Schnurkeramische Kultur      |                                          | - Mitteleuropa                                                    | - ca. 2800–2200 v. Chr. - äneolithisch                                  |
| Schönfelder Kultur           |                                          | - Mitteleuropa (Deutschland)                                      | - ca. 2900–2100 v. Chr. - spätneolithisch                               |
| Schöninger Gruppe            |                                          | - Europa (Deutschland)                                            | - ca. 4200–4000 v. Chr. - neolithisch                                   |
| Schulaweri-Schomutepe-Kultur |                                          |                                                                   |                                                                         |
| Schurmak-Kultur              |                                          | - Asien (Südsibirien)                                             | - ca. 200 v. Chr.-200 n. Chr. - eisenzeitlich                           |
| Schussenrieder Gruppe        |                                          | - Mitteleuropa (Süddeutschland)                                   | - ca. 4200–3700 v. Chr. - neolithisch                                   |
| Schwieberdinger Gruppe       |                                          | - Mitteleuropa (Süddeutschland)                                   | - ca. 4300–4200 v. Chr. - neolithisch                                   |
| Seine-Oise-Marne-Kultur      |                                          | - Europa (Nordfrankreich, Belgien)                                | - ca. 3100–2000 v. Chr. - endneolithsch                                 |
| Seroglazovo-Kultur           |                                          |                                                                   |                                                                         |
| Serra d'Alto-Gruppe          |                                          |                                                                   |                                                                         |
| Sesklo-Kultur                | - Fundort: Sesklo                        | - Europa (Griechenland)                                           | - ca. 6500–... v. Chr. - neolithisch                                    |
| Shajing-Kultur               |                                          | - Asien (China)                                                   | - ca. 1300–789 v. Chr. - bronzezeitlich                                 |
| Shanbei-Kultur               |                                          | - Asien (China)                                                   | - ca. 5000–4500 BP - spätneolithisch                                    |
| Shangshan-Kultur             |                                          |                                                                   |                                                                         |
| Shangzhai-Kultur             |                                          | - Asien (China)                                                   | - neolithisch                                                           |
| Shijiahe-Kultur              |                                          | - Asien (China)                                                   | - ca. 2600–2000 v. Chr. - neolithisch                                   |
| Shilongtou-Kultur            |                                          | - Asien (China)                                                   | - paläolithisch                                                         |
| Shiyu-Kultur                 | - auch Zhiyu-Kultur - Shiyu (Fundstätte) | - Asien (China)                                                   | - ca. 28.000 BP - paläolithisch                                         |
| Shixia-Kultur                |                                          | - Asien (China)                                                   | - ca. 2900–2700 v. Chr. - neolithisch                                   |
| Shuicheng-Kultur             |                                          | - Asien (China)                                                   | - paläolithisch                                                         |
| Shuidonggou-Kultur           |                                          | - Asien (China)                                                   | - paläolithisch                                                         |
| Sinagua-Kultur               |                                          | - Nordamerika (Vereinigte Staaten)                                |                                                                         |
| Singener Gruppe              |                                          | - Mitteleuropa (Süddeutschland)                                   | - ca. 2300–2100 v. Chr. - frühbronzezeitlich                            |
| Sintashta-Kultur             | - früheste Streitwagenfunde              | - Eurasien (Ural-Region)                                          | - ca. 2100–1800 v. Chr. - bronzezeitlich                                |
| Siwa-Kultur                  |                                          | - Asien (China)                                                   | - ca. 1400–1100 v. Chr. - bronzezeitlich                                |
| Skelya-Kultur                |                                          |                                                                   |                                                                         |
| Soester Gruppe               |                                          | - Europa (Deutschland)                                            | - neolithisch                                                           |
| Sögel-Wohlde-Kreis           |                                          | - Europa (Niederlanden, Nordfrankreich, Norddeutschland)          | - ca. 1600–1000 v. Chr. - frühbronzezeitlich                            |
| Solutréen                    |                                          | - West-, Mittel- und Osteuropa                                    | - ca. 22.000–18.000 BP - jungpaläolithisch                              |
| Songze-Kultur                |                                          | - Asien (China)                                                   | - ca. 3900–3200 v. Chr. - neolithisch                                   |
| Spätirmen-Kultur             |                                          | - Asien (Sibirien)                                                | - um 1000 v. Chr. - bronzezeitlich/eisenzeitlich                        |
| Spätsusgun-Kultur            |                                          |                                                                   |                                                                         |
| Sredny-Stog-Kultur           |                                          | - Eurasien (Ural-Region)                                          | - ca. 4500–3500 v. Chr. - neolithisch/äneolithisch                      |
| Srubna-Kultur                |                                          | - Europa (Ukraine, Kaukasus)                                      | - ca. 1600–1200 v. Chr. - spätbronzezeitlich                            |
| Starčevo-Kultur              |                                          | - Südosteuropa (Serbien, Südtransdanubien, Nordkroatien, Bosnien) | - frühneolithisch                                                       |
| Stentinello-Kultur           | - Teil der Cardial- oder Impressokultur  | - Europa (Sizilien, Malta)                                        | - ca. 6000–... v. Chr. - neolithisch                                    |
| Stichbandkeramik             |                                          | - Mitteleuropa                                                    | - ca. 4900–4500 v. Chr. - neolithisch                                   |
| Straubinger Gruppe           |                                          | - Mitteleuropa (Süddeutschland, Schweiz)                          | - ca. 2300–1600 v. Chr. - frühbronzezeitlich                            |
| Strichkeramik-Kultur         |                                          | - Europa (Litauen, Lettland, Belarus)                             | - ca. 700 v. Chr.-500 n. Chr. - eisenzeitlich                           |
| Sukow-Dziedzice-Gruppe       |                                          | - Europa (südlich der Ostsee)                                     | - slawisch                                                              |
| Sultanien                    |                                          | - Asien                                                           | - ca. 11.600-11.000 calBP - epipaläolithisch/präkeramisches Neolithikum |
| Susgun-Kultur                |                                          | - Asien (Sibirien)                                                | - um 1700 v. Chr. - mittelbronzezeitlich                                |
| Suvorovo-Kultur              |                                          |                                                                   |                                                                         |
| Swat-Kultur                  |                                          |                                                                   |                                                                         |
| Swiderien                    | - Geräteindustrie                        | - Europa (Belarus, Polen, Slowakei, Ungarn)                       | - ca. 13.000–9500 v. Chr. - jungpaläolithisch                           |
| Swift Creek-Kultur           |                                          |                                                                   |                                                                         |
| Swifterbant-Kultur           |                                          | - Europa (Niederlande, Belgien)                                   | - ca. 5000–3400 v. Chr. - spätmesolithisch/neolithisch                  |
| Szákálhat-Kultur             |                                          |                                                                   |                                                                         |
| Szeletien                    | - Übergangsindustrie                     | - Ost- und Mitteleuropa                                           | - ca. 50.000–35.000 BP - mittelpaläolithisch/jungpaläolithisch          |

## T
| Industrie/Kultur/Gruppe | Bemerkung                                                                                            | Verbreitung                                                   | Zeitstellung |
| ----------------------- | --- | ------------------------------------------------------------- | --- |
| Tagar-Kultur            | | - Asien (Sibirien)                                            | - ca. 900–300 v. Chr. - eisenzeitlich                                                                                     |
| Tahu-Kultur             | |                                                               | |
| Talayot-Kultur          | | - Europa (Balearen, westliches Mittelmeer)                    | - ca. 1300–200 v. Chr. - bronzezeitlich/eisenzeitlich                                                                     |
| Tambora-Kultur          | |                                                               | |
| Tangjiagang-Kultur      | | - Asien (China)                                               | - ca. 7000–6400 BP - neolithisch                                                                                          |
| Tangwang-Kultur         | | - Asien (China)                                               | - bronzezeitlich |
| Tanshishan-Kultur       | | - Asien (China)                                               | - ca. 3000–2000 v. Chr. - neolithisch                                                                                     |
| Tardenoisien            | | - Europa (Nordfrankreich (Tardenois), Belgien)                | - ca. 6000–5000 v. Chr. - spätmesolithisch                                                                                |
| Tasa-Kultur             | | - Afrika (Mittelägypten)                                      | - ca. 4300–4000 v. Chr. - neolithisch                                                                                     |
| Taschtyk-Kultur         | | - Asien (Sibirien)                                            | - ca. 100–600 n. Chr. - eisenzeitlich                                                                                     |
| Tasmola-Kultur          | | - Zentralasien (Kasachstan)                                   | - ca. 700–300 v. Chr. - eisenzeitlich                                                                                     |
| Tayacien                | |                                                               | |
| Tenerium                | - auch Ténéré-Kultur genannt                                                                         | - Afrika (Niger, südl. Sahara)                                | - ca. 6000–2500 v. Chr. - neolithisch                                                                                     |
| Terramare-Kultur        | | - Europa (Italien)                                            | - ca. 1750–1250 v. Chr. - mittelbronzezeitlich                                                                            |
| Tes-Stufe               | | - Asien (Sibirien)                                            | - ca. 300 v. Chr.-100 n. Chr. - eisenzeitlich                                                                             |
| Theiß-Kultur            | | - Südosteuropa (Ostungarn, Jugoslawien, Rumänien)             | - spätneolithisch |
| Thule-Kultur            | siehe Inuit-Kultur                                                                                   |                                                               | |
| Thüringische Kultur     | | - Europa (Deutschland)                                        | - ca. 750–300 v. Chr. - eisenzeitlich                                                                                     |
| Tiszadob-Gruppe         | |                                                               | |
| Tiszapolgár-Kultur      | | - Europa (Ungarn, Ostslowakei)                                | - ca. 4500–4000 v. Chr. - kupfersteinzeitlich                                                                             |
| Tjonger-Gruppe          | - gehört zu den Federmesser-Gruppen                                                                  | - Europa (Niederlande, Belgien)                               | - jungpaläolithisch |
| Tlatilco-Kultur         | | - Nordamerika (Mexiko)                                        | - ca. 1500-1000 V. Chr.                                                                                                   |
| Tolima-Kultur           | | - Südamerika (Kolumbien)                                      | - ca. 1000 v. Chr.-700/1150 n. Chr.                                                                                       |
| Tolteken                | | - Mittelamerika                                               | - ca. 1000–1200 n. Chr.                                                                                                   |
| Tongliang-Kultur        | | - Asien (China)                                               | - ca. 24.450 ± 850 BP - jungpaläolithisch                                                                                 |
| Torre-Kultur            | | - Europa (Korsika)                                            | - ca. 1600–800 v. Chr. - bronzezeitlich                                                                                   |
| Toutswe-Kultur          | | - Afrika (Botswana)                                           | - ca. 680–1300 n. Chr. - eisenzeitlich                                                                                    |
| Trialeti-Kultur         | | - Eurasien (Armenien, Ostgeorgien)                            | - ca. 2200–1500 v. Chr. - bronzezeitlich                                                                                  |
| Trialetien              | - Steingeräte-Industrie                                                                              | - Eurasien (kaukasisch-anatolische-Region)                    | - jungpaläolithisch/epipaläolithisch                                                                                      |
| Trichterbecherkultur    | | - nördliches Mitteleuropa                                     | - ca. 4200–2800 v. Chr. - neolithisch                                                                                     |
| Tschaatas-Kultur        | |                                                               | |
| Tschernjachow-Kultur    | - Wissenschaftlich Chernogorovka and Novocherkassk Kulturen - vermutlich identisch mit den Kimmerern | - Osteuropa (Ukraine, Chernogorovka) (Rus, am Asowschen Meer) | - ca. 900–650 v. Chr. (Chernogorovka period ca. 900–750 v. Chr. Novocherkassk period ca. 750–650 v. Chr.) - eisenzeitlich |
| Tschitolian-Industrie   | | - Zentralafrika                                               | - jungpaläolithisch |
| Tumaco-La-Tolita-Kultur | | - Südamerika (Ecuador, Kolumbien)                             | - ca. 1000 v. Chr.-400 n. Chr.                                                                                            |
| Tuschemlja-Kultur       | - auch Tuschemlja-Banzerow-Kultur                                                                    | - Osteuropa (Belarus, Russland)                               | - ca. 300–700 n. Chr. - eisenzeitlich                                                                                     |

## U
| Industrie/Kultur/Gruppe     | Bemerkung                                    | Verbreitung                                       | Zeitstellung                                   |
| --------------------------- | -------------------------------------------- | ------------------------------------------------- | ---------------------------------------------- |
| Uluzzien                    |                                              | - Europa (Italien, Griechenland)                  | - ca. 45.000-37.000 BP - jungpaläolithisch     |
| Umm-an-Nar-Kultur           |                                              | - Asien (Vereinigte Arabische Emirate)            | - ca. 2700/2600–2000 v. Chr. - bronzezeitlich  |
| Umm Dabaghiyah-Sotto-Kultur | - auch Proto-Hassuna-Kultur genannt          | - Asien (Irak, Syrien)                            | - neolithisch                                  |
| Unstan Ware                 |                                              | - Europa (Schottland)                             | - ca. 3600/3500–3200 v. Chr. - neolithisch     |
| Unstrutgruppe               | - auch Walterslebener Gruppe genannt         | - Europa (Deutschland)                            | - ca. 1300–750 v. Chr. - bronze-/eisenzeitlich |
| Untere Don-Kultur           |                                              |                                                   |                                                |
| Untere Mikhaylovka Gruppe   |                                              |                                                   |                                                |
| Untere Xiajiadian-Kultur    |                                              |                                                   |                                                |
| Unterwölblinger Gruppe      |                                              | - Europa (Österreich, zentrales Niederösterreich) | - ca. 2300–1800 v. Chr. - frühe Bronzezeit     |
| Urnenfelderkultur           |                                              | - Europa                                          | - ca. 1300–800 v. Chr. - spätbronzezeitlich    |
| Uruk-Zeit                   | - letzte prähistorische Epoche Mesopotamiens | - Asien (Mesopotamien)                            | - ca. 3900/3700–3100/2900 v. Chr.              |
| Usatovo-Kultur              |                                              | - Europa                                          | - ca. 3300–3200 v. Chr. - kupfersteinzeitlich  |
| Ust-Mil-Kultur              |                                              | - Asien (Nordostsibirien (Jakutien))              | - ca. 1200–500 v. Chr. - bronzezeitlich        |

## V
| Industrie/Kultur/Gruppe         | Bemerkung                                   | Verbreitung                                                                     | Zeitstellung                                                   |
| ------------------------------- | ------------------------------------------- | ------------------------------------------------------------------------------- | -------------------------------------------------------------- |
| Valdivia-Kultur                 |                                             | - Südamerika (Ecuador)                                                          | - ca. 3950–1750 v. Chr.                                        |
| Vasi-a-bocca-quadrata-Kultur    | - ital. „Cultura dei vasi a bocca quadrata“ | - Europa (Norditalien)                                                          | - um 4500 v. Chr. - mittelneolithisch                          |
| Velikent-Kultur                 |                                             |                                                                                 |                                                                |
| Věteřov-Kultur                  |                                             | - Mitteleuropa                                                                  | - ca. 1800–1500 v. Chr. - frühe/mittlere Bronzezeit            |
| Vicús-Kultur                    |                                             | - Südamerika                                                                    |                                                                |
| Villanovakultur                 |                                             | - Europa (Italien)                                                              | - ca. 1000–500 v. Chr. - eisenzeitlich                         |
| Villeneuve-Saint-Germain-Gruppe |                                             | - Europa (Frankreich)                                                           | - ca. 5100–4700 v. Chr. - neolithisch                          |
| Vinča-Kultur                    |                                             | - Südosteuropa (Serbien, Westrumänien, Südungarn, Ostbosnien)                   | - ca. 5400–4500 v. Chr. - mittel-/spätneolithisch/äneolithisch |
| Virú-Kultur                     |                                             | - Südamerika                                                                    |                                                                |
| Vlaardingen-Kultur              |                                             | - Europa (Niederlanden)                                                         | - ca. 3350–1950 v. Chr. - frühneolithisch                      |
| Vučedol-Kultur                  |                                             | - Südosteuropa (Slowenien, Kroatien, Westungarn, Südslowakei, Niederösterreich) | - ca. 3000–2200 v. Chr. - spätäneolithisch                     |

## W
| Industrie/Kultur/Gruppe          | Bemerkung | Verbreitung                                                   | Zeitstellung                                                 |
| -------------------------------- | --------- | ------------------------------------------------------------- | ------------------------------------------------------------ |
| Wadi-Rabah-Kultur                |           | - Asien                                                       | - ca. 5500–4500 v. Chr. - neolithisch/kupfersteinzeitlich    |
| Walternienburg-Bernburger Kultur |           | - Mitteleuropa                                                | - ca. 3200–2800 v. Chr. - mittelneolithisch                  |
| Wari-Kultur                      |           | - Südamerika (Peru)                                           | - ca. 600–1100 n. Chr.                                       |
| Warna-Kultur                     |           | - Südosteuropa (Bulgarien)                                    | - ca. 4600–4100 v. Chr. - äneolithisch                       |
| Wartberg-Kultur                  |           | - Mitteleuropa                                                | - ca. 3500–2800 v. Chr. - spätneolithisch                    |
| Wehlener Gruppe                  |           |                                                               |                                                              |
| Wessex-Kultur                    |           | - Europa (Großbritannien)                                     | - ca. 2000–1600 v. Chr. - frühbronzezeitlich                 |
| Westbaltische Hügelgräberkultur  |           | - Europa (Polen, Kaliningrader Gebiet, Litauen, Belarus)      | - ca. 600v. Chr.-100 n. Chr. - eisenzeitlich                 |
| Western Neolithic Ware           |           | - Europa (britische Inseln, Irland)                           | - mittelneolithisch                                          |
| Westsibirische Hügelgrabkultur   |           |                                                               |                                                              |
| Wešweš                           |           |                                                               |                                                              |
| Wielbark-Kultur                  |           | - Europa (Polen)                                              | - ca. 100 v. Chr.-400 n. Chr. - bronzezeitlich/eisenzeitlich |
| Wieselburger Kultur              |           | - Europa (Niederösterreich, zwischen Wienerwald, Donau, Raab) | - ca. 2000–1600 v. Chr. - frühe Bronzezeit                   |
| Wilton-Kultur                    |           |                                                               |                                                              |
| Windmill-Hill-Kultur             |           |                                                               |                                                              |
| Woodland-Periode                 |           | - Nordamerika (Vereinigte Staaten, Kanada)                    | - ca. 1000/500 v. Chr.-1000/1200 n. Chr.                     |
| Worobjewo-Gruppe                 |           |                                                               |                                                              |
| Wucheng-Kultur                   |           |                                                               |                                                              |

## X
| Industrie/Kultur/Gruppe | Bemerkung                       | Verbreitung                                               | Zeitstellung                                    |
| ----------------------- | ------------------------------- | --------------------------------------------------------- | ----------------------------------------------- |
| Xiachuan-Kultur         |                                 | - Asien (China)                                           | - ca. 26.000–18.000 BP - jungpaläolithisch      |
| Xiaochangliang-Kultur   |                                 | - Asien (China)                                           | - paläolithisch                                 |
| Xiaoheyan-Kultur        |                                 | - Asien (China)                                           | - ca. 3000–2000 v. Chr. - neolithisch           |
| Xiaonanhai-Kultur       |                                 | - Asien (Nordchina)                                       | - ca. 22.650–21.650 v. Chr. - jungpaläolithisch |
| Xihoudu-Kultur          |                                 | - Asien (Nordchina)                                       | - ca. 1.800.000 BP - altpaläolithisch           |
| Xindian-Kultur          |                                 | - Asien (China)                                           | - um 1000 v. Chr. - bronzezeitlich              |
| Xinglongwa-Kultur       |                                 | - Asien (China (Innere Mongolei))                         | - ca. 6200–5400 v. Chr. - neolithisch           |
| Xinkailiu-Kultur        |                                 | - Asien (Nordchina)                                       | - neolithisch                                   |
| Xinle-Kultur            |                                 | - Asien (Nordostchina)                                    | - ca. 5500–4800 v. Chr. - neolithisch           |
| Xiongnu                 | - Stammesbund aus Reiternomaden | - Asien (Mongolei, Nordchina, Ostkasachstan, Südsibirien) | - ca. 300 v. Chr.-400 n. Chr.                   |
| Xituanshan-Kultur       |                                 | - Asien (Nordostchina)                                    | - bronzezeitlich                                |

## Y
| Industrie/Kultur/Gruppe | Bemerkung | Verbreitung                      | Zeitstellung                             |
| ----------------------- | --------- | -------------------------------- | ---------------------------------------- |
| Yanbulaq-Kultur         |           | - Asien (China)                  | - paläolithisch                          |
| Yangshao-Kultur         |           | - Asien (Zentral- und Nordchina) | - ca. 5000–2000 v. Chr. - neolithisch    |
| Yayoi-Zeit              |           | - Asien (Japan)                  | - ca. 300 v. Chr.-300 n. Chr.            |
| Yaz-Kultur              |           | - Asien (Turkmenistan)           | - ca. 1500–1100 v. Chr. - eisenzeitlich  |
| Yingpanshan-Kultur      |           | - Asien (China)                  | - um 5000 BP - neolithisch               |
| Yingpu-Kultur           |           | - Asien (Taiwan)                 | - ca. 3500–2000 BP - neolithisch         |
| Ymyjachtach-Kultur      |           |                                  |                                          |
| Youziling-Kultur        |           | - Asien (China)                  | - neolithisch                            |
| Yueshi-Kultur           |           | - Asien (China)                  | - ca. 1900–1600 v. Chr. - bronzezeitlich |

## Z
| Industrie/Kultur/Gruppe           | Bemerkung | Verbreitung                                                  | Zeitstellung                                        |
| --------------------------------- | --------- | ------------------------------------------------------------ | --------------------------------------------------- |
| Zaoshi-Kultur der unteren Schicht |           | - Asien (China)                                              | - ca. 7500–7000 v. Chr. - neolithisch               |
| Zarzien                           |           | - Asien (Iran bis Südwest-Kaukasus, speziell Zagros-Gebirge) | - ca. 12.400–8500 v. Chr.                           |
| Zhaobaogou-Kultur                 |           | - Asien (Nordchina)                                          | - ca. 7000–6400 BP - neolithisch                    |
| Zhukaigou-Kultur                  |           | - Asien (China (Innere Mongolei))                            | - ca. ...-1500 v. Chr. - neolithisch/bronzezeitlich |
| Zók-Gruppe                        |           |                                                              |                                                     |